# Klokočov (okres Čadca)
Klokočov (Hongaars: Klokocsóvölgy) is een Slowaakse gemeente in de regio Žilina, en maakt deel uit van het district Čadca.
Klokočov telt 2.455 inwoners.